# Bettongie de Lesueur
Bettongia lesueur
Espèce
Statut de conservation UICN

 NT  : Quasi menacé
Statut CITES
Le Rat-kangourou de Lesueur (Bettongia lesueur) est une espèce de petits marsupiaux de la famille des Potoroidae. Il vit uniquement en Australie, dont il est endémique et où il ne subsiste plus que sur quelques îles. Des programmes de réintroduction ont eu lieu après qu'ils ont été éliminés du continent notamment par les maladies, et par les espèces introduites devenues invasives comme les chats ou les renards.  

## Dénominations
- Nom scientifique valide : Bettongia lesueur (Quoy & Gaimard, 1824),
- Nom vulgaire (vulgarisation scientifique) recommandé ou typique en français : Rat-kangourou de Lesueur[1],[2],[3],
- Autres noms vulgaires : Bettongie de Lesueur[2], bettongie de terrier[réf. souhaitée].
- Noms vernaculaires (langage courant), pouvant désigner éventuellement d'autres espèces : Rat-kangourou. En anglais boodie (prononcer « boudi »).

## Distribution
Cette espèce est endémique d'Australie, elle se rencontrait en Australie-Occidentale, en Australie-Méridionale, dans le Territoire du Nord et au sud-ouest de la Nouvelle-Galles du Sud, maintenant elle n'est plus connue que des îles Bernier et Dorre dans la baie Shark et de l'Île de Barrow sur la côte du Pilbara. Des réintroductions sur le continent sont en cours.

## Classification
Cette espèce a été décrite pour la première fois en 1824 par les zoologistes français Jean René Constant Quoy (1790-1869) et Joseph Paul Gaimard (1793-1858). 

### Publication originale
- Quoy & Gaimard, 1824 : Zoologie. Voyage autour du monde entrepris par ordre du Roi, sous le Ministère et conformément aux instructions de S. Exc. M. Le Vicompte du Bocage, Secrétaire d'état au Département de la Marine, Exécuté sur les Corvettes de S. M. l'Uranie et al Physicienne, pendant les Années 1817, 1818, 1819 et 1820. Pillet Aîné Paris, p. 1-712.

### Synonymes
Synonymes scientifiques :
- Bettongia anhydra Finlayson, 1957
- Bettongia graii (Gould, 1841)
- Bettongia harveyi (Waterhouse, 1842)